# موز عزیزی
موسی عزیزی (نام علمی: Musa azizii) نام یک گونه از سرده موز است.